# Herbita testinata
Herbita testinata là một loài bướm đêm trong họ Geometridae.